# Un dimanche à la campagne
Pour plus de détails, voir Fiche technique et Distribution.
Un dimanche à la campagne est un film français réalisé par Bertrand Tavernier, sorti en 1984. 
Le film est adapté d'un roman de Pierre Bost, Monsieur Ladmiral va bientôt mourir.

## Synopsis
Un dimanche de la fin d'été 1912.

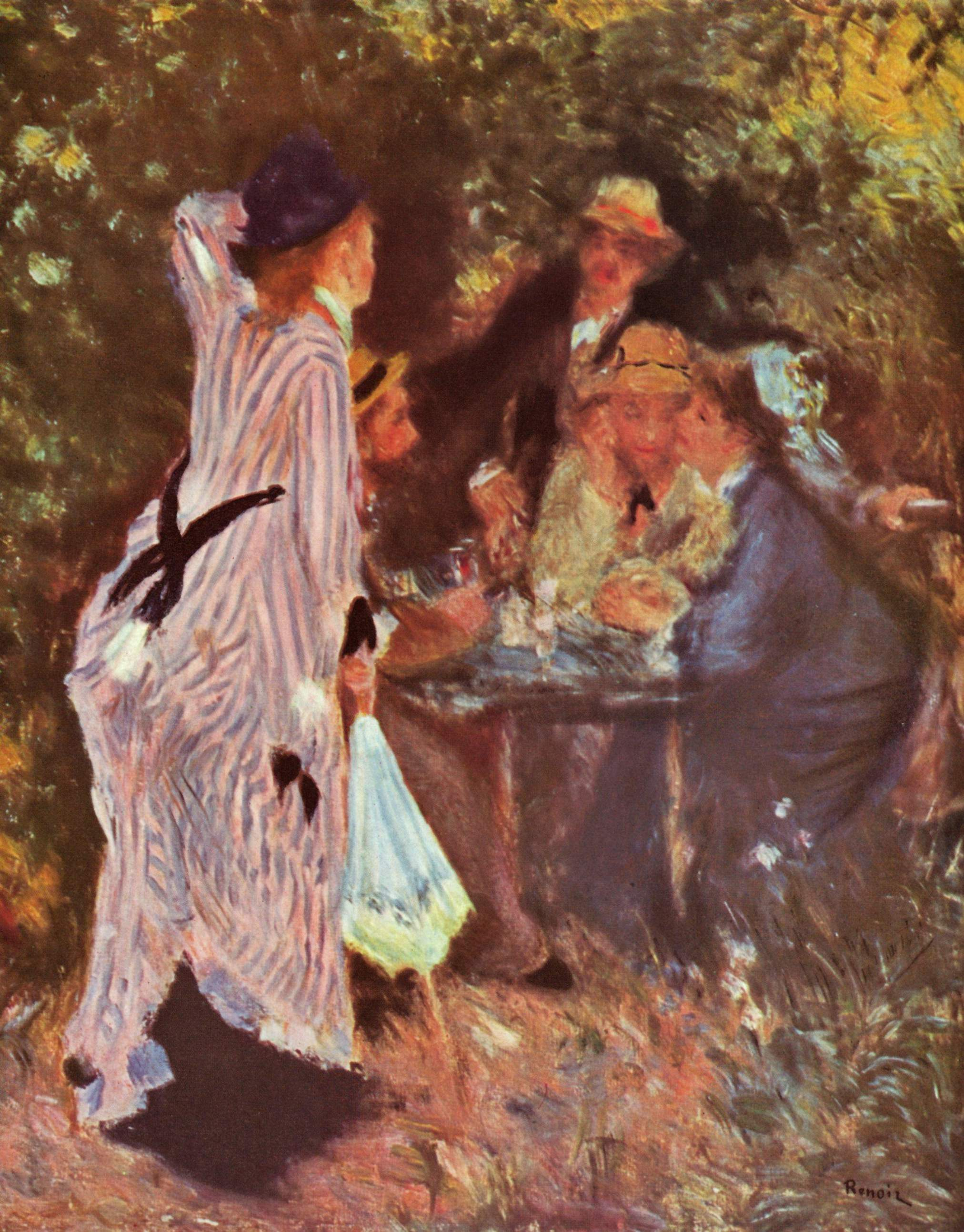
De nombreuses scènes dUn dimanche à la campagne font référence à l'univers impressionniste. Auguste Renoir, Au jardin - Sous la tonnelle au moulin de la Galette (1876).

Monsieur Ladmiral est un peintre sans réel génie, au crépuscule de sa vie. Depuis la mort de sa femme, il vit seul avec Mercédès, sa domestique. Comme tous les dimanches, il accueille Gonzague, son fils, un garçon rangé, épris d'ordre et de bienséance, accompagné de son épouse, Marie-Thérèse, et de leurs trois enfants, Émile, Lucien et Mireille. Ce jour-là, Irène, la sœur de Gonzague, jeune femme qui se libère en ce début de XXe siècle, personne énergique et anticonformiste, vient bousculer ce paisible rituel, remettant en question les choix artistiques de son père.

## Fiche technique
- Titre : Un dimanche à la campagne
- Réalisation : Bertrand Tavernier, assisté de Jean Achache
- Scénario : Bertrand Tavernier et Colo Tavernier d'après le roman Monsieur Ladmiral va bientôt mourir publié en 1945 par Pierre Bost
- Musique : Louis Ducreux, Marc Perrone, Philippe Sarde, Gabriel Fauré
- Photographie : Bruno de Keyzer
- Son : Ariane Boeglin
- Montage : Armand Psenny
- Décors : Patrice Mercier et Sylvie Salmon
- Costumes : Yvonne Sassinot de Nesle
- Production : Alain Sarde et Bertrand Tavernier
- Pays d'origine :  France
- Langue d'origine : français
- Format : couleurs - 35 mm - Ratio 1,66:1 - mono
- Durée : 90 minutes
- Dates de sortie :  
  - France : 11 avril 1984
  - Belgique : 7 mars 1985 (Gand)
- Affiche : Clément Hurel (France)

## Distribution
- Louis Ducreux : Monsieur Ladmiral
- Michel Aumont : Gonzague
- Sabine Azéma : Irène
- Geneviève Mnich : Marie-Thérèse
- Monique Chaumette : Mercédès
- Thomas Duval : Emile
- Quentin Ogier : Lucien
- Katia Wostrikoff : Mireille
- Claude Winter : Madame Ladmiral
- Jean-Roger Milo : le pêcheur
- Pascale Vignal : Louisette, la serveuse de la guinguette
- Jacques Poitrenaud : Hector, le patron de la guinguette
- Valentine Suard : la première petite fille
- Erika Faivre : la seconde petite fille
- Marc Perrone : l'accordéoniste
- Bertrand Tavernier : le narrateur

## Production

### Tournage
Le film a été tourné durant une trentaine de jours pendant l'automne 1983. Le réalisateur Bertrand Tavernier se souvient d'un tournage « idyllique » avec une « lumière magnifique », et ajoute qu'il n'a pas voulu copier l'esthétique picturale de cette époque mais qu'il s'est inspiré des « premiers autochromes des frères Lumière, pour [s]'éloigner du naturalisme ».
Les scènes villageoises ont été filmées à Wy-dit-Joli-Village, une commune du Val-d'Oise située dans le Vexin français. Les séquences montrant la grande demeure et le jardin de Monsieur Ladmiral ont été tournées dans la maison du peintre François Rivoire, nommée aussi Château du Grand Saint-Léger, située sur le hameau de Saint-Léger à Villers-en-Arthies. La petite gare de campagne où le vieil homme raccompagne sa famille porte le nom de Vétheuil.

### Bande originale
Afin d'évoquer la vie d'un vieux peintre vivant à la Belle Époque en pleine campagne, et comme il l'avait fait une première fois dans son second long-métrage Que la fête commence...,  le cinéaste Bertrand Tavernier a préféré faire arranger des extraits de musique classique plutôt qu'opter pour une partition originale. Pour Un dimanche à la campagne, il choisit donc plusieurs morceaux de musique de chambre de Gabriel Fauré ainsi que quelques airs de danse dont une polka composée par l'acteur principal Louis Ducreux, puis il demande au compositeur Philippe Sarde de les adapter au rythme du film.
Après avoir assisté à une première projection ; le musicien, peu convaincu par le montage d'une séquence qu'il trouvait trop « découpée », découvre que cette scène de la guinguette dans laquelle Monsieur Ladmiral danse avec Irène (interprétée par Sabine Azéma), était bien meilleure dans sa version intégrale en plan-séquence. Il demande alors à Tavernier de remettre le plan initial et ajuste la mélodie que l'accordéoniste Marc Perrone avait écrite pour un autre film, afin qu'elle puisse aller « jusqu'au bout de la scène »,.
Les morceaux choisis de Gabriel Fauré ont été interprétés par le Quatuor Via Nova et Jean Hubeau au piano, en voici la liste :
- 1er mouvement du Quintette pour piano et cordes n°2, op.115
- Quatuor à cordes, op.121
- Trio pour piano, violon et violoncelle, op.120

Les musiques additionnelles sont les suivantes :
- Chansons et gammes pour enfants (domaine public)
- Polka, composée par Louis Ducreux
- Un dimanche à la campagne, composée par Philippe Sarde et Marc Perrone, interprétée par Marc Perrone (accordéon)

Un disque 33 tours paraît en 1984 chez Milan Records, et ne comprend que quatre titres sur la face B (la bande originale du film de Tavernier étant couplée avec celle du film La Pirate de Jacques Doillon qui figure sur l'autre face). Seul le titre homonyme composé par Sarde et Perrone a été réédité, une première fois en 1993 et une seconde fois en 2002.

## Distinctions
- Grand prix du cinéma français 1984 (dernière année pour cette récompense)
- César de la meilleure actrice pour Sabine Azéma
- César de la meilleure photographie pour Bruno de Keyzer
- César du meilleur scénario d'adaptation pour Bertrand et Colo Tavernier
- Prix de la mise en scène au Festival de Cannes 1984